# دمای تعادل سیاره‌ای
دمای تعادل سیاره‌ای (انگلیسی: Planetary equilibrium temperature) دمایی نظری است که یک سیاره اگر یک جسم سیاه گرفته‌شود، که فقط توسط ستاره ی مادر گرم می‌شود، به آن می‌رسد. در این مدل، وجود یا عدم وجود اتمسفر در نظر گرفته نمی‌شود (و در نتیجه هر اثر گلخانه‌ای) در این مدل بی‌ربط است زیرا دمای تعادل صرفاً از تعادل با انرژی تابشی ستاره‌ای محاسبه می‌شود.
نویسندگان دیگر از نام‌های مختلفی برای بیان این مفهوم استفاده کرده‌اند، مانند «دمای معادل جسم سیاهِ» یک سیاره، یا «دمای مؤثر انتشار تابش سیاره». دمای تعادل سیاره‌ای با میانگین دمای جهانی و دمای هوای سطحی که به صورت رصدی توسط ماهواره‌ها یا ابزارهای سطحی اندازه‌گیری می‌شوند متفاوت است و ممکن است به دلیل اثرات گلخانه‌ای گرمتر از دمای تعادل باشد.

## محاسبه دمای تعادل
اگر سیاره‌ای را که به دور ستارهٔ میزبان خود می‌چرخد در نظر گرفته شود، ستاره به صورت تابش همسانگرد به بیرون می‌تابد و بخشی از این تابش به سیاره می‌رسد. مقدار تابشی که به سیاره می‌رسد به عنوان تابش خورشیدی برخوردی، {\displaystyle I_{o}}I_o نامیده می‌شود. این سیاره دارای آلبدویی است که به ویژگی‌های سطح و جو آن بستگی دارد و بنابراین فقط کسری از تشعشعات را جذب می‌کند. سیاره تابشی را که توسط آلبدو بازتاب نمی‌شود جذب می‌کند و گرم می‌شود. می‌توان فرض کرد که این سیاره برابر قانون استفان-بولتزمن در دمایی مانند یک جسم سیاه انرژی تابش می‌کند. تعادل حرارتی زمانی وجود دارد که نیروی تأمین شده توسط ستاره برابر با توان ساطع شده از سیاره باشد. دمایی که در آن این تعادل رخ می‌دهد، دمای تعادل سیاره‌ای است." />